# Jan Błaszczak
Jan Błaszczak (ur. 22 maja 1880 w Broniszewicach, zm. 12 listopada 1957 w Pleszewie) – polski rolnik i polityk, poseł na Sejm III kadencji II RP.

## Życiorys
Syn Izydora i Agnieszki z Nowaków. Jego żoną została Anna z Mazurów (1881–1964), z którą miał dzieci: Anielę (ur. 1904), Kazimierę (ur. 1910, zamordowana 20 czerwca 1942 w KL Auschwitz), Irenę (ur. 1923), Zofię (ur. 1925), Władysława (ur. 1908), Czesława (ur. 1911), Mieczysława (ur. 1913), Edwarda (ur. 1915, porucznik, ps. „Grom”, dowódca oddziału partyzanckiego AK w czasie II wojny światowej), Kazimierza (ur. 1917, kapral lotnik służący w Dywizjonie 300, zestrzelony nad Emden 19 czerwca 1942), Stanisława (ur. 1921). Po założeniu rodziny zamieszkiwał w Skwarydzewie (powiat kępiński), następnie w Broniszewicach k. Pleszewa, gdzie przez wiele lat pełnił funkcję sołtysa.
Z ramienia Bezpartyjnego Bloku Współpracy z Rządem uzyskał mandat posła Sejmu Rzeczypospolitej Polskiej III kadencji (1930–1935) w okręgu 37 – Ostrów Wielkopolski. Na początku czerwca 1931 został ciężko ranny wskutek pobicia w Broniszewicach.
Został pochowany na cmentarzu parafialnym w Broniszewicach Nowych.